# اوکینوشیما
اوکینوشیما (به ژاپنی: 沖ノ島 Okinoshima) یک جزیره و قسمتی از شهر موناکاتا، فوکوئوکا در ژاپن است.